# 上有漢村
上有漢村（かみうかんそん）は、岡山県上房郡にあった村。
現在の高梁市有漢町上有漢に当たる。

## 沿革
- 1889年（明治22年）6月1日 - 町村制施行に伴い、上房郡上有漢村が単独村制、上有漢村となる。自然村からの単独での自治体移行のため大字は編成されなかった。
- 1956年（昭和31年）4月1日 - 上房郡有漢村と合併、有漢町となる。上有漢村域は有漢町大字上有漢となる。

## 現在の様子

### 教育

#### 小学校
- 高梁市立有漢東小学校

### 交通

#### 鉄道
旧村内を走る鉄道およびその駅なし

#### 道路

##### 高速道路
旧村内にIC、SA等なし。岡山自動車道が通過するのみ。

##### 国道
旧村内を走る国道なし。

##### 県道
- 主要地方道
  - 岡山県道49号高梁旭線
- 一般県道
  - 岡山県道312号宮地有漢線
  - 岡山県道332号栗原有漢線

### 河川・山岳

#### 河川
- 川関川

#### 山岳
- 四峰山

### 名所・旧跡・観光スポット・祭事・催事
- 保月山六面石幢
- 保月山二重塔

### 寺院・神社

#### 寺院
- 西福寺
- 臍帯寺

#### 神社
- 上有漢神社
- 諏訪神社